# Cycnogeton procerum
Cycnogeton procerum är en sältingväxtart som först beskrevs av Robert Brown, och fick sitt nu gällande namn av Franz Georg Philipp Buchenau. Cycnogeton procerum ingår i släktet Cycnogeton och familjen sältingväxter. Inga underarter finns listade.